# Girolamo Martini
Girolamo Martini (1587–1648) foi um prelado católico romano que serviu como Bispo de Ugento (1636–1648).

## Biografia
Girolamo Martini nasceu em Nápoles, na Itália, e foi ordenado sacerdote em 1613. No dia 3 de outubro de 1636, foi eleito Bispo de Ugento e confirmado pelo Papa Urbano VIII a 30 de março de 1637. A 26 de abril de 1637, foi consagrado bispo por Luigi Caetani, Cardeal-Sacerdote de Santa Pudenziana com Alessandro Gallo, Bispo de Massa Lubrense, e Antonio Tornielli, Bispo de Novara, como co-consagradores. Serviu como Bispo de Ugento até à sua morte em 1648.